# Sondica
Sondica (em castelhano) ou Sondika (em basco) é um município da Espanha na província da Biscaia, comunidade autónoma do País Basco. Faz parte da comarca de Grande Bilbau e tem 38 km² de área.[carece de fontes?] Em 2021 tinha 4 555 habitantes (densidade: 119,9 hab./km²).
En Sondica se situa parte do Aeroporto de Bilbau.